# A kis hableány (mese)

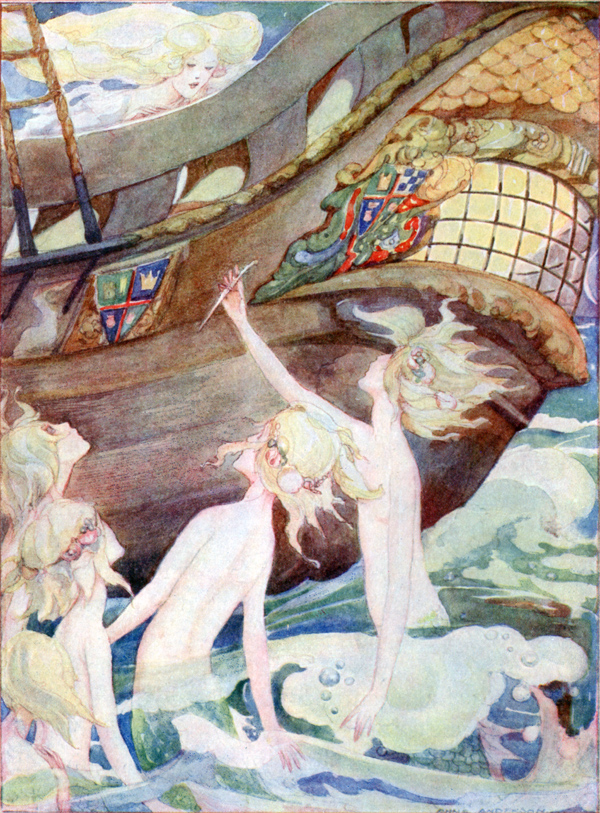
A kis hableány és nővérei (Anne Anderson festménye)

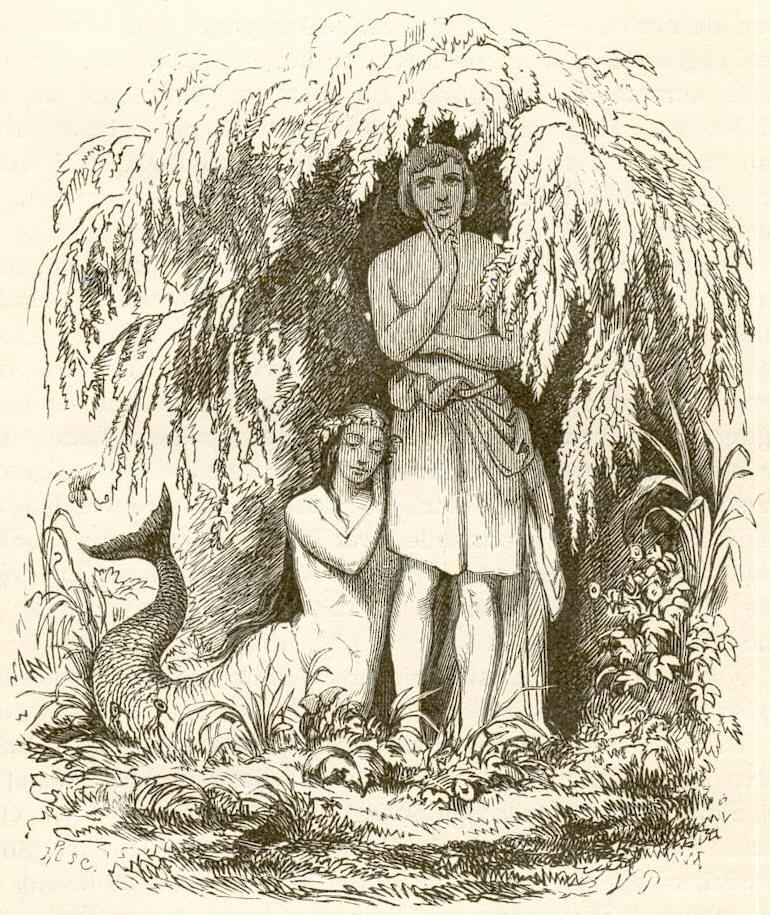
Vilhelm Pedersen illusztrációja A kis hableányhoz

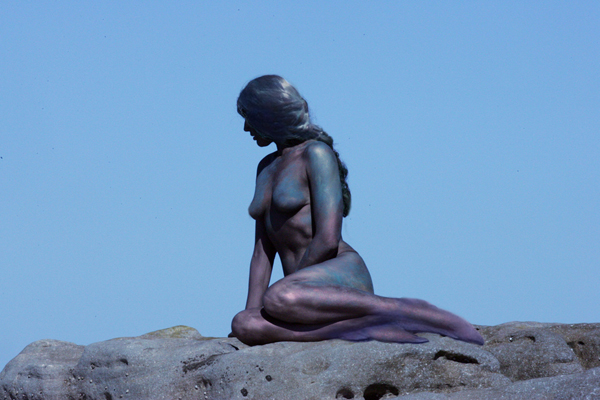
A kis hableány szobra a koppenhágai kikötőben

A kis hableány (dánul: Den lille Havfrue) Hans Christian Andersen 1837-ben megjelent meséje. Készült belőle balett, több rajzfilm (köztük  egy Disney-feldolgozás) és 1913. augusztus 23-án a koppenhágai kikötőben felavatták a szobrát.

## Történet
A történet hősnője egy sellő, aki deréktől felfelé női testű, azon alul viszont halfarokkal élő legendás teremtmény, aki apja víz alatti királyságában él rokonaival.
Ezek a lények igéző hanggal bírnak. Sok más szintén sellőkről szóló mesében a szirteken ülve dalolnak, így csábítják a biztos halálba a megbűvölt hajósokat. A görög mitológiában sziréneknek hívják őket, itt is a tengerjárók végzetei, itt azonban alakjuk lányarcú, de madártestű. (Lásd Homérosz: Odüsszeia.)
A kis hableány vízalatti királyságban él apjával, a tenger királyával, nagyanyjával, és öt nővérével. Mindőjük között egy-egy év a korkülönbség. Mikor egy hableány tizenöt éves lesz, megengedtetik neki, hogy a felszínre ússzon, és megtekintse a földi világot. A kis hableány minden nővére megjárja a felszínt, ő pedig irigykedve és elbűvölve hallgatja beszámolóikat.
Mikor végre ő következik a sorban, és a felszínre úszik, meglát egy hajót, rajta egy jóképű herceggel, és még így, a távolból is beleszeret. Hatalmas vihar kerekedik, a kis hableány megmenti a herceget a biztos fulladásos haláltól. Kivonszolja az eszméletlen herceget a partra, ahol egy templom áll nem messze. Addig vár a parton, míg egy apáca meg nem találja a herceget. Mire felébred, a kis hableány eltűnik, és így a herceg sosem látja őt.
A kis hableány visszatér a tengeri birodalomba, és megkérdezi nagyanyját, hogy az emberek örökké élnek-e, hacsak meg nem fulladnak. A nagyanyja elmagyarázza, hogy az emberi élet jóval rövidebb ugyan, mint a sellőké, akik akár háromszáz évig is élnek, ugyanakkor, ha egy sellő meghal, tajtékká válik a tengeren, és szertefoszlik, míg az emberek halhatatlan lélekkel rendelkeznek, mely örök életet nyer a mennyben. A kis hableány vágyakozni kezd a herceg és a halhatatlan lélek után, ezért felkeresi a tengeri boszorkányt, aki olyan varázsitalt kever neki, amitől lábai lesznek, cserébe azért, hogy kimetszi a nyelvét (mivel a kis hableánynak van a legelbűvölőbb hangja az egész világon). A boszorkány figyelmezteti, hogy ha emberré válik, sosem tud többé visszatérni a tengerbe. A varázsitalt meginni olyan érzés lesz, mintha kardot döfnének át a testén, és mikor ezen túl lesz, lesz ugyan két gyönyörű lába, amellyel úgy tud majd táncolni, mint senki emberfia, de a lábak folyamatosan iszonyúan fognak fájni, s vérezni, mintha mindig éles pengéken járna. Ugyanakkor csak akkor juthat halhatatlan lélekhez, ha megcsókolják az igaz szerelem csókjával – ha a herceg viszonozza a szerelmét és feleségül veszi, mert akkor a lelkének egy része átáramlik őbeléje. Ha nem így történik, hajnalhasadáskor annak másnapján, hogy a herceg más nőt vett feleségül, a kis hableány szíve megszakad, ő maga pedig meghal – tajték lesz a tengeren.
A kis hableány elfogadja az alkut, és megissza a varázsitalt. Találkozik a herceggel, aki vonzódik kecsességéhez és méltóságteljességéhez, még akkor is, ha néma. Leginkább a lány táncát szereti nézni, és a lány táncol is neki, akármennyire fájdalmas is ez a számára. Mikor a herceg apja megparancsolja, hogy a fiának feleségül kell vennie a szomszéd királyság hercegnőjét, a herceg azt ígéri a kis hableánynak, hogy megtagadja apja parancsát, mert nem szereti a hercegnőt. De aztán úgy folytatja: nem szerethet mást, csak az ifjú apácát, hisz ő mentette meg az életét, még akkor is, ha szíve szerint a kis hableányhoz vonzódna.
Kiderül, hogy az apáca nem más, mint a szomszéd királyság hercegnője, akit tanulni küldtek az apácákhoz. A herceg beleszeret, és bejelenti az esküvőt. Amikor frigyre lépnek, a kis hableánynak megszakad a szíve. Arra a sok mindenre gondol, amit feladott, és a fájdalomra, amit elviselt a szerelméért, és várja a megsemmisülést. Napfelkelte előtt ugyanakkor a nővérei hoznak neki egy kést, amit a tengeri boszorkány adott nekik a gyönyörű hosszú hajukért cserébe. Ha a kis hableány megöli a herceget a késsel, és a vérét a lábára csorgatja, újra hableány lehet, minden fájdalom és szenvedés véget ér, és visszatérhet a régi életéhez.
A kis hableány nem képes meggyilkolni a menyasszonya mellett alvó herceget, és hajnalhasadáskor a tengerbe veti magát. A teste tajtékká változik, ám lelke nem foszlik semmivé, megérzi a nap melegét, és érzi, hogy felemelkedik. Találkozik a többi lélekkel, akik elmondják neki, hogy azért nem pusztult el, mert olyan erős szívvel vágyott egy halhatatlan lélekre. Most a levegő leánya lett, de jótéteményekkel kiérdemelheti a lelket, amire vágyik, és felemelkedhet a mennyekbe.
Főleg az anderseni adaptáció bír határozott szimbólumrendszerrel: a tengeri hercegnő népmesei módon a legfiatalabb testvérei közül, és egyedül ő vágyódik el természetes közegéből; a hableányok először tizenöt évesen – tehát serdülőkorban – emelkedhetnek a víz felszínére, ez megfelel a női fejlődés egy állomásának, csakúgy, mint mikor később kiderül: a hableányok nem tudnak sírni és nincs halhatatlan lelkük. Erről és a szerelem kapcsolatáról a kis hableány nagyanyja mesél a hercegnőnek, így a kettő szorosan összefonódik egy kölcsönös szerelem során: „Az a férfi a lelkét adná, de úgy, hogy közben megőrizné magának.” (Kertész Judit fordításában.)